# Boris Kaufmann
Boris Kaufmann (auch Coifman geschrieben; * 20. Januar 1904 in Attiki, Gouvernement Bessarabien; † 1. Oktober 1977 in Leeds, England) war ein russisch-staatenloser Mathematiker, der sich mit Topologie befasste.

## Leben und Tätigkeit
Kaufmann war der Sohn eines Gutspächters. Infolge der Oktoberrevolution 1917 zog seine Familie nach Deutschland. Seit dem Sommersemester 1923 studierte er Mathematik an der Universität Heidelberg. 1930 promovierte er mit einer von Arthur Rosenthal betreuten Dissertation mit dem Titel Über die Berandung ebener und räumlicher Gebiete. Die Arbeit war über das topologische Konzept der Primenden, die zuerst Constantin Caratheodory 1913 in die Theorie konformer Abbildungen eingeführt hatte und mit dieser Arbeit Kaufmann in die Topologie, und wurde ausgezeichnet. Die Theorie der Primenden wurde später von Stefan Mazurkiewicz (Fundamenta Mathematicae, Band 33, 1945, S. 177–228) und Hans Freudenthal (1952) aufgegriffen.
Zu Beginn der 1930er-Jahre arbeitete Kaufmann an seiner Habilitation – deren Durchführung durch seine Staatenlosigkeit erschwert wurde –, musste das Verfahren aber bedingt durch den Machtantritt der Nationalsozialisten, der sein Verbleiben an einer deutschen Hochschule unmöglich machte, abbrechen: Als Staatenloser jüdischer Herkunft aus Russland sah er keine Perspektive mehr in Deutschland und siedelte über Frankreich nach Großbritannien über.
Nach der Emigration aus Deutschland im September 1933 bat er den Academic Assistance Council (AAC, später SPSL, Society for the Protection of Science and Learning) in England schriftlich um Unterstützung. Von dort vermittelte man ihn an das Leeds Academic Assistance Committee (LAAC) weiter, welches im Juni 1933 unter der Führung von John H. Jones, Professor für Ökonomie an der University of Leeds, gegründet wurde und bis Anfang 1939 unabhängig vom AAC/SPSL aus Deutschland geflohenen Wissenschaftlern durch Stipendien half. Diese sogenannten Special Research Students erhielten dadurch Visa für einen Aufenthalt in England. Kaufmann kam hierdurch im Herbst 1933 nach Leeds, wo er mit Harold Douglas Ursell zusammenarbeitete und veröffentlichte. Ursell arbeitete zuvor in Cambridge, bevor er Dozent für Mathematik in Leeds wurde und nutzte seine alten Kontakte, um 1935 in Cambridge Kaufmann einen stundenbasierten Dozentenposten zu vermitteln.
Die Vergütung in Cambridge für Kaufmanns Tätigkeit war gering, weswegen ihn das LAAC noch bis Ende 1936 finanziell unterstützte. Auch vom SPSL erhielt er Unterstützung, bis 1938. Allerdings kam es deswegen vermehrt zu Spannungen zwischen Kaufmann und SPSL. Letztere befand, dass aufgrund der begrenzten finanziellen Mittel jeder der vom SPSL Unterstützten die Pflicht habe, sich baldmöglichst eine adäquate Anstellung zu besorgen. Kaufmann weigerte sich jedoch, sein Arbeitsgebiet jenseits seines Spezialgebietes der Topologie auszudehnen um hierdurch weitere Lehraufträge zu erhalten. Auch der Vorschlag, sich in die Statistik einzuarbeiten, so dass er einen Posten in der Versicherungswirtschaft finden könnte, stießen bei Kaufmann auf taube Ohren. Anscheinend war er hierbei nicht nur kompromisslos, sondern auch im Ton nicht immer angemessen. Der Generalsekretär der SPSL, Walter Adams, schrieb 1938 z. B. dem Vorsitzenden des Professional Committee for German Jewish Refugees, von dem die SPSL substantielle finanzielle Mittel erhielt, dass Kaufmann „hinterlistig“ sei und „unangenehme Manieren“ habe. Kaufmanns geringfügige Anstellung in Cambridge fand 1938 sein Ende. Durch den finanziellen Druck verschlechterte sich Kaufmanns geistiger Zustand dramatisch. 1940 wurde er in das City of London Mental Hospital in Dartford in der Grafschaft Kent eingewiesen, aus dem er erst am 3. August 1945 wieder entlassen wurde, nachdem sich Harry Ursell für Kaufmann verbürgt hatte.
Kaufmann lebte nach seiner Entlassung in Croydon und arbeitete zuerst in der Landwirtschaft. Aber auch dort wurde er wegen Streitereien mit Kollegen bald entlassen. Ursell richtete bereits 1940 einen Fonds für Kaufmann ein und versuchte mäßigend auf ihn einzuwirken. Kaufmann jedoch hatte nach Aussagen Ursells eine starke Abneigung gegen die britische Gesellschaft entwickelt, von der er sich verfolgt und zu Unrecht für fünf Jahre eingesperrt fühlte. Er äußerte wohl auch, dass er nach Russland zurückkehren wollte, wo er anscheinend noch Familienangehörige hatte. Seine Ehe mit Floretta Welch, am 25. November 1936 in Cambridge geschlossen, zerbrach nach Kaufmanns Einweisung in die Nervenklinik. Floretta kehrte 1942 in ihr Geburtsland Südafrika zurück.
Kaufmann kehrte nie wieder zur Mathematik zurück und verdingte sich mit Hilfsarbeit. Er starb 1977 in Leeds und ist auf dem dortigen Lawnswood Cemetery im Vorort Adel begraben. Kaufmann hat nie die britische Staatsangehörigkeit angenommen. Harry Ursell ging 1967 nach Calgary, einen Ruf der dortigen Universität annehmend. Kaufmanns Sterbeurkunde gibt als letzten Beruf „Markthelfer“ an, und das er in Shaftesbury House wohnte, einem sozialen Wohnungsbau, der in den 1970ern als Unterkunft für Obdachlose diente. Kaufmanns Tod wurde von Louise Caroline Ursell an die Behörden gemeldet, Harry Ursells Tochter.

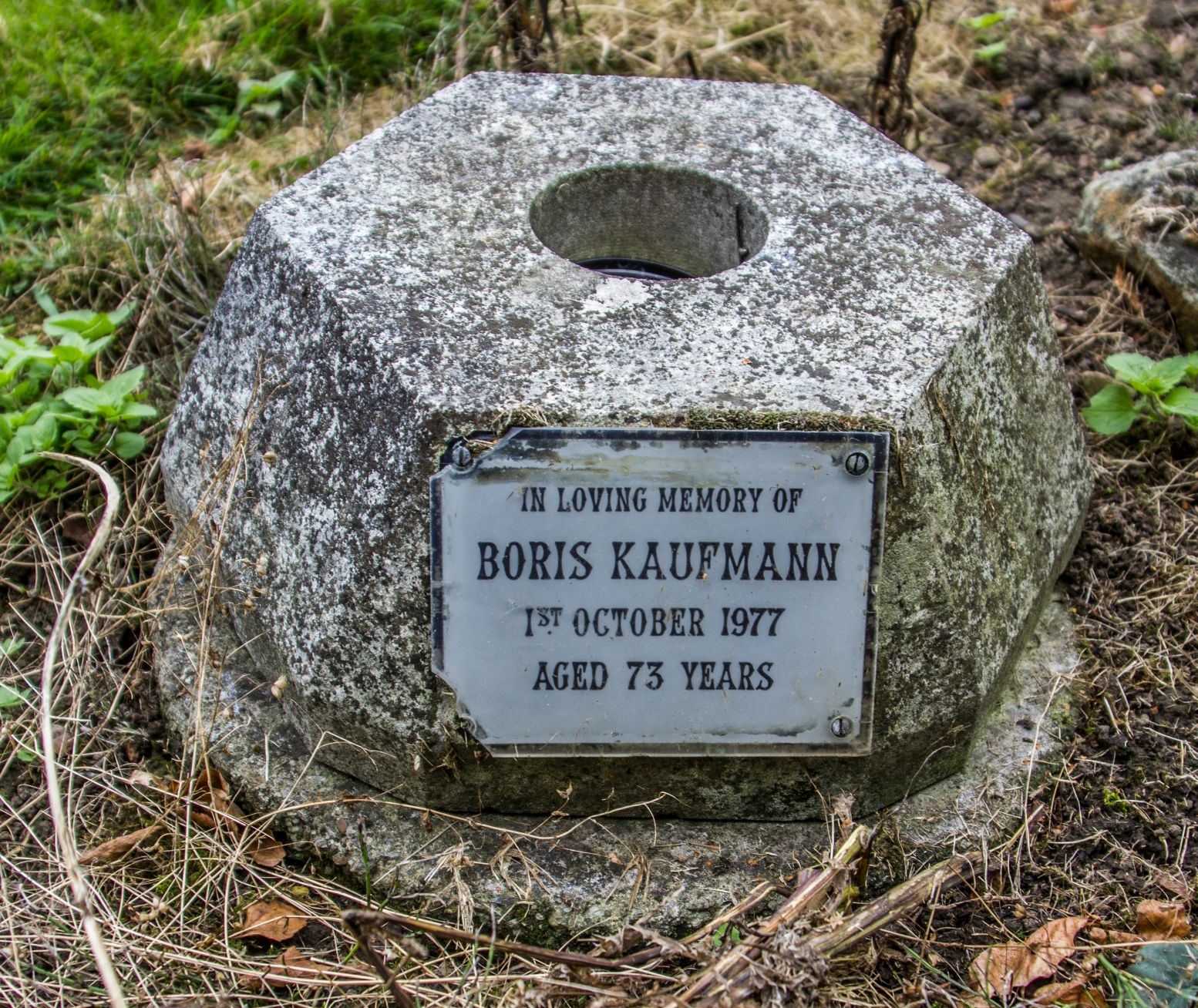
Grab von Boris Kaufmann auf dem Lawnswood Cemetery, Adel, Leeds, UK.

Von den nationalsozialistischen Polizeiorganen wurde Kaufmann nach seiner Emigration als Staatsfeind eingestuft: Im Frühjahr 1940 setzte das Reichssicherheitshauptamt in Berlin ihn auf die Sonderfahndungsliste G.B., ein Verzeichnis von Personen, die im Falle einer erfolgreichen deutschen Invasion Großbritanniens durch die Sonderkommandos der SS-Einsatzgruppen mit besonderer Priorität ausfindig gemacht und verhaftet werden sollten. Die britischen Behörden hingegen verzichteten auf eine Internierung des Ehepaares Kaufmann als enemy aliens während des Zweiten Weltkrieges, wohl weil Kaufmann als Flüchtling von Nazi-Deutschland kam.

## Schriften
- Über die Berandung ebener und räumlicher Gebiete (Primendentheorie), Math. Ann., Band 103, 1930, S. 70–144, Online
- Über die Ränderzuordnung bei topologischen Abbildungen in der Ebene und im Raume, Sitzungsberichte der Heidelberger Akademie der Wissenschaften, 1930.
- Parameterkurven ohne Halbtangenten, Sitzungsberichte der Heidelberger Akademie der Wissenschaften, 1931.
- Über die Bestimmung der Primenden durch reguläre Komplexe, Mathematische Annalen, Band 106, 1932, S. 334–342, Online
- Über die Struktur der Komplexe erster Ordnung in der Theorie der Primenden, Mathematische Annalen, Band 106, 1932, S. 308–333 Online
- mit Ursell: The dissection of closed surfaces and the Phragmen-Brouwer-Alexandroff theorem, Proc. Nat. Acad. USA, Band 20, 1934
- mit Ursell: Note on reducible and irreducible dissections, Quarterly J. Math. Oxford, Ser. 6, 1935, S. 69–73